# Wilhelm von Schwertzell
Wilhelm Christian Ludwig Heinrich Adolf von Schwertzell (* 29. August 1800  auf Schloss Willingshausen; † 3. Oktober 1872 in Kassel) war Oberzolldirektor in Kassel und Abgeordneter der kurhessischen Ständeversammlung.

## Leben
Wilhelm von Schwertzell entstammte dem hessischen Uradelsgeschlecht von Schwertzell, dessen Ursprünge auf Volpert von Willingshausen (1106–1141) zurückgehen und Angehörige in wichtigen Funktionen in der Althessischen Ritterschaft hatte. Er war der Sohn des Rittmeisters Georg Ludwig Schwertzell von und zu Willingshausen (1756–1833) und dessen Ehefrau Amalie Louise Freiin von Boyneburgk (1758–1825). Seine Geschwister waren
- Friedrich (1784–1858), Abgeordneter
- Wilhelmine Juliane Caroline (1787–1863) ⚭ 1809 Carl von Reutern
- Wilhelmine (1790–1849), Komponistin und Dichterin, befreundet mit Wilhelm Grimm
- Marianne Caroline (1795–1868) ⚭ 1821 Wilhelm von Verschuer, Abgeordneter
- Charlotte (1797–1854) ⚭ 1820 Gerhardt Wilhelm von Reutern, Maler und Freund Goethes.[1][2]

### Wirken
Wilhelm ging nach seinem Studium in die kurhessische Verwaltung und war zunächst, bevor er Oberzolldirekor in Kassel wurde, als Oberfinanzassessor beschäftigt. 1836 erhielt er ein Mandat für die Kurhessische Ständeversammlung. Er war Vertreter der Interessen des Grafen Ernst Casimir I. von Ysenburg-Büdingen und blieb bis zum Jahre 1838 Mitglied der Versammlung.